# Euphorbia milii
Euphorbia milii Des Moul., 1826 è una pianta angiosperma appartenente alla famiglia delle Euforbiacee, originaria del Madagascar.
Il nome della specie deriva da Pierre Bernard Milius, governatore della Riunione, il quale introdusse la specie in Francia nel 1821.  Secondo il mito, la specie sarebbe stata introdotta in Medio Oriente in tempi antichi e sarebbe stata utilizzata nella corona di spine che fu posta sul capo di Gesù Cristo nel corso degli eventi che portarono alla crocifissione. È comunemente nota come corona di Cristo o spina di Cristo per le spine e per i fiori di colore rosso che evocano le gocce di sangue.

## Descrizione
È una pianta succulenta dai fusti eretti, ramificati, spinosi che possono raggiungere l'altezza di circa un metro e mezzo. Le spine possono raggiungere anche i 5 cm.

Fiorisce durante tutto l'anno; l'infiorescenza è un ciazio, con piccoli fiori chiari contornati da due brattee di colore rosso, arancio, giallo, verde o bianco.

I frutti sono composti da tre parti che espellono i semi al momento della maturità.

## Distribuzione e habitat
La specie è nativa del Madagascar; è possibile trovarla dall'estremità sud-orientale (regione di Tolagnaro) e sud-occidentale dell'isola (regione di Toliara) sino a Maevatanana, nel Madagascar nord-occidentale, passando per la regione degli altopiani centrali (Ihosy, Antsirabe, Fianarantsoa e Antananarivo).

## Tassonomia
La specie comprende otto varietà attualmente accettate:
- Euphorbia milii var. bevilaniensis (Croizat) Ursch & Leandri, 1955
- Euphorbia milii var. hislopii (N.E.Br.) Ursch & Leandri, 1955
- Euphorbia milii var. longifolia Rauh, 1967
- Euphorbia milii var. milii
- Euphorbia milii var. roseana Marn.-Lap. ex Demoly, 2002
- Euphorbia milii var. splendens (Bojer ex Hook.) Ursch & Leandri, 1955
- Euphorbia milii var. tenuispina Rauh & Razaf., 1991
- Euphorbia milii var. tulearensis Ursch & Leandri, 1955

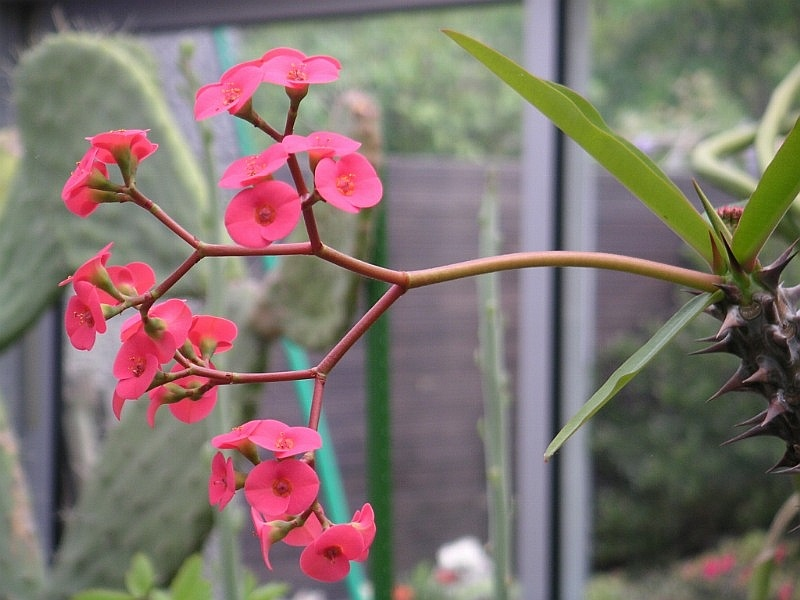
E. milii var. hislopii
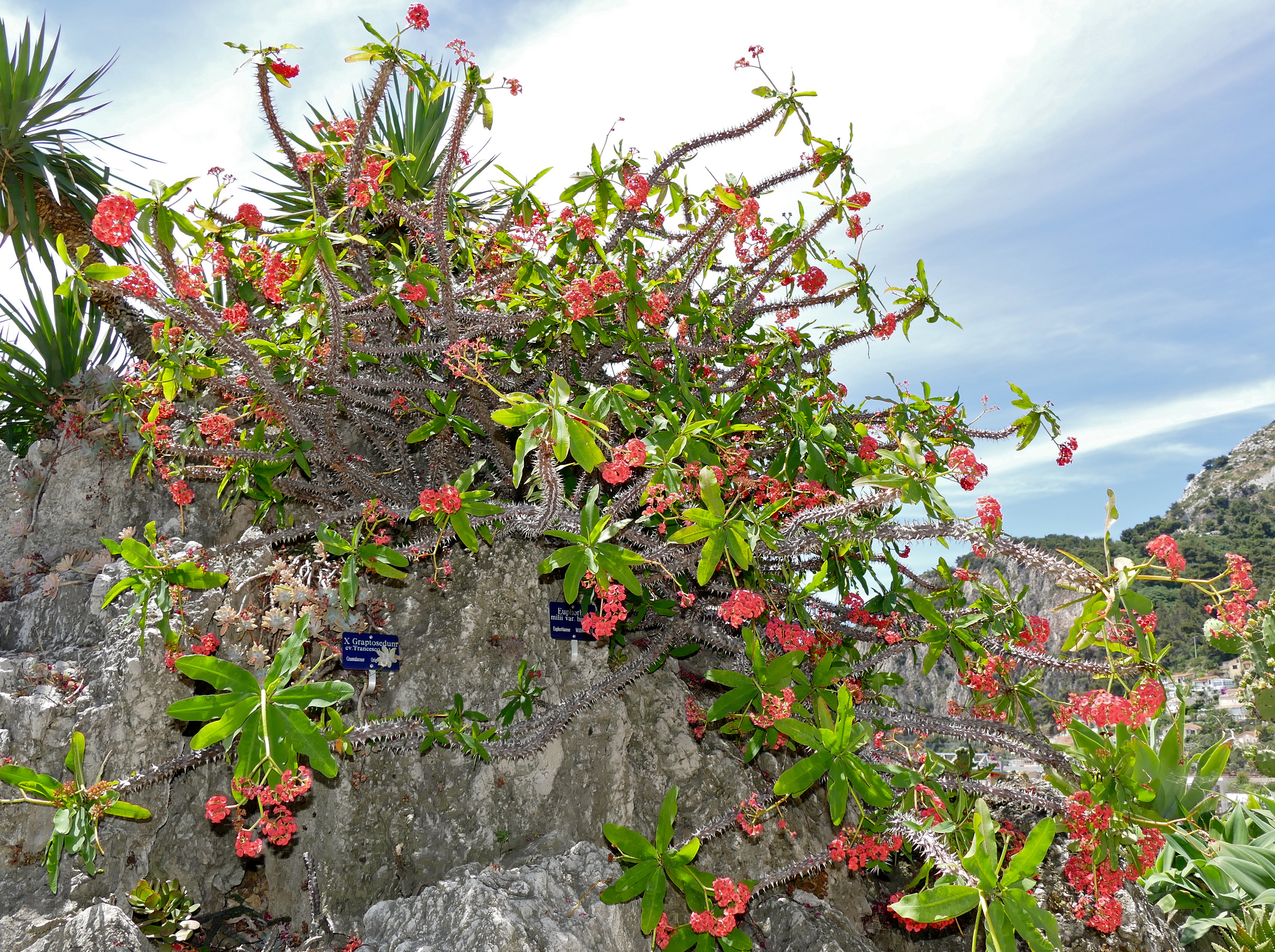
E. milii var. hislopii
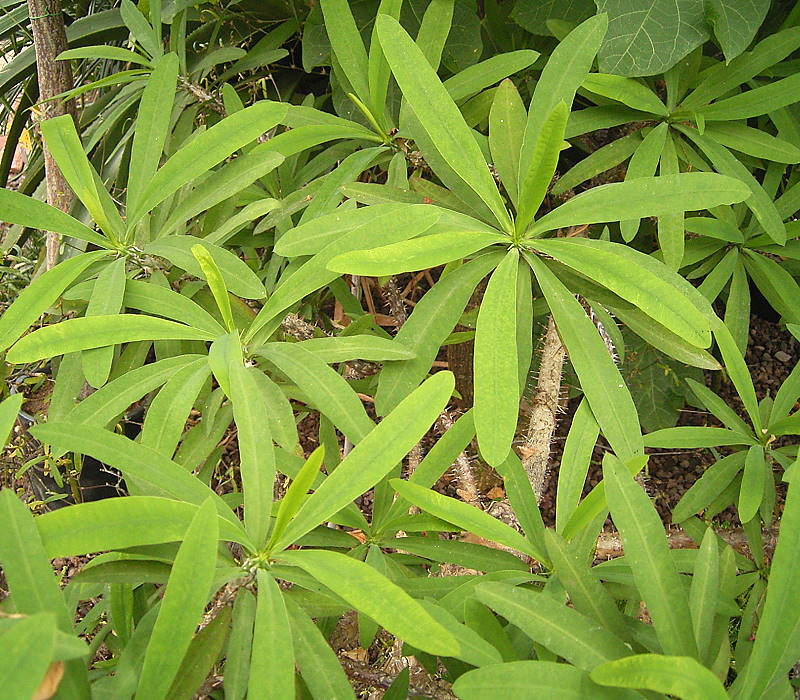
E. milii var. longifolia
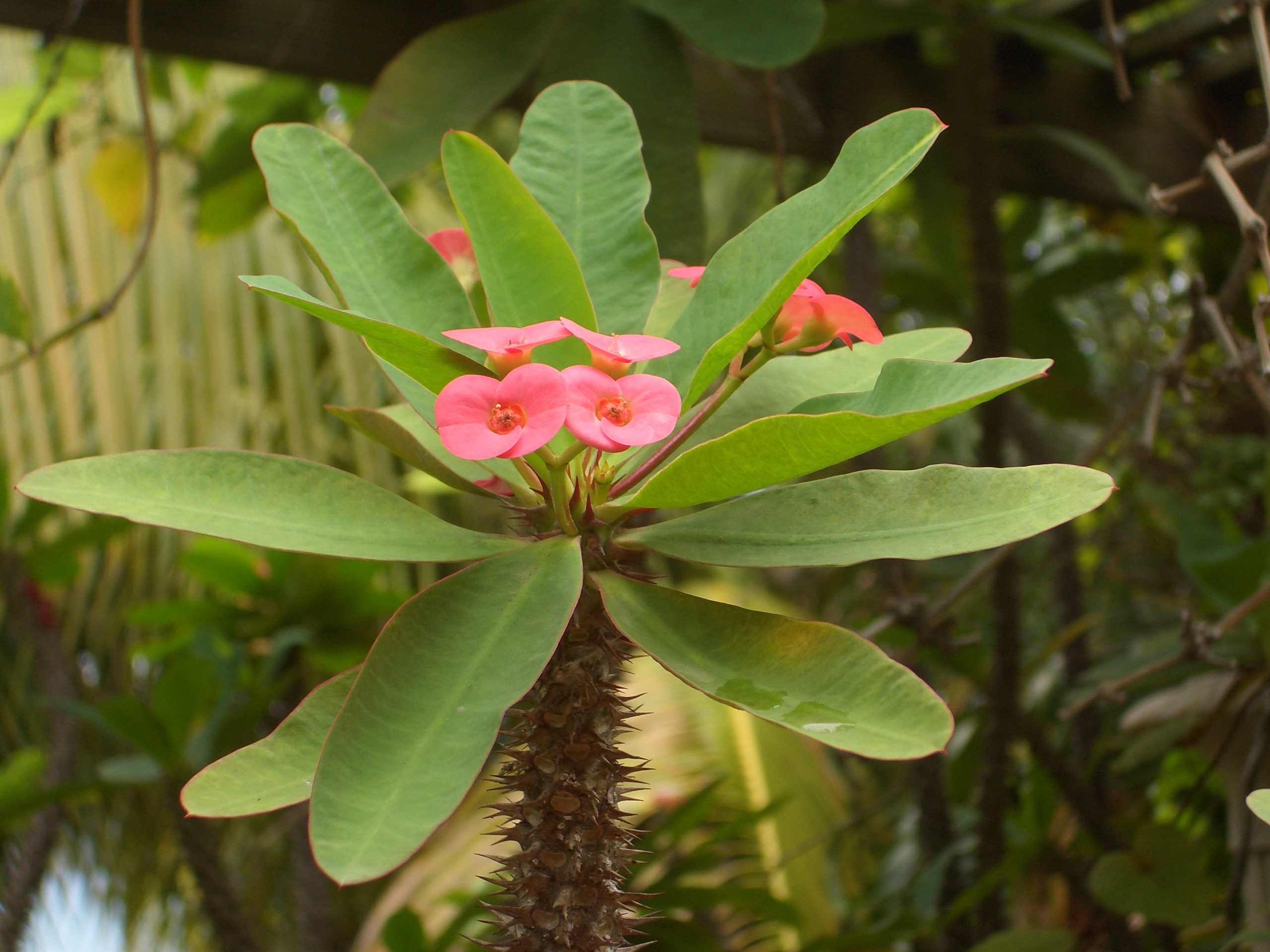
E. milii var. splendens
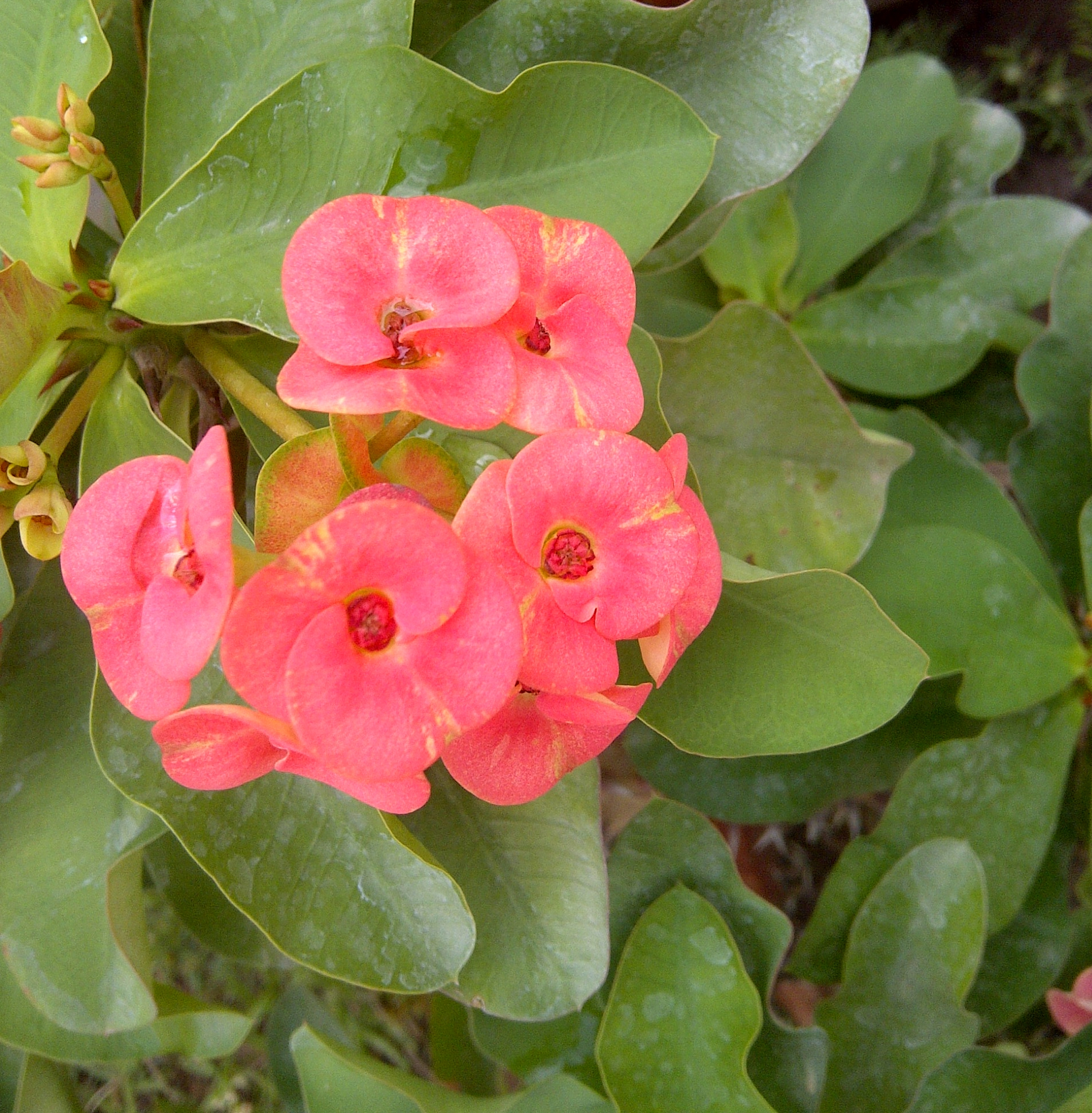
E. milii var. splendens
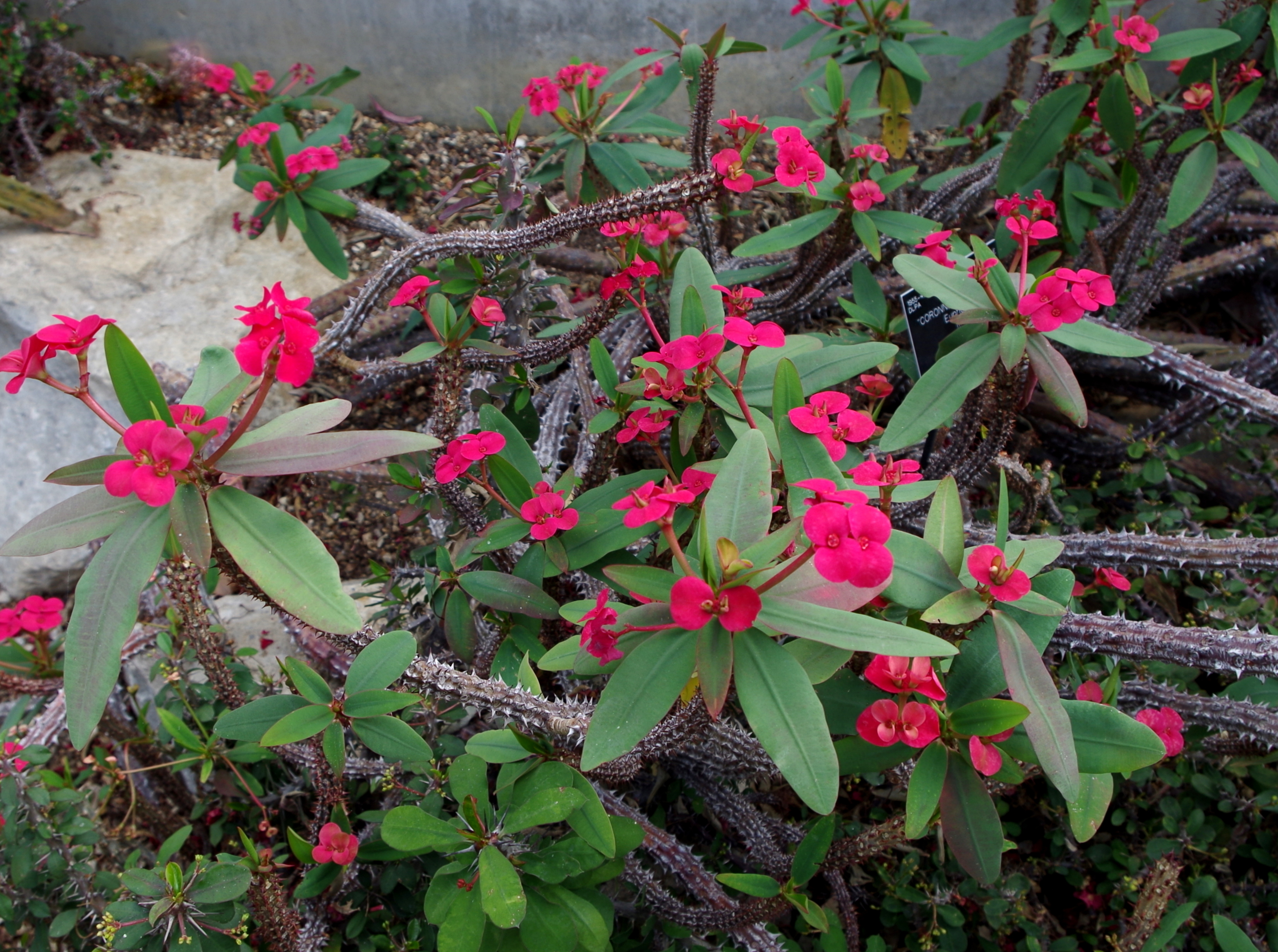
E. milii var. splendens
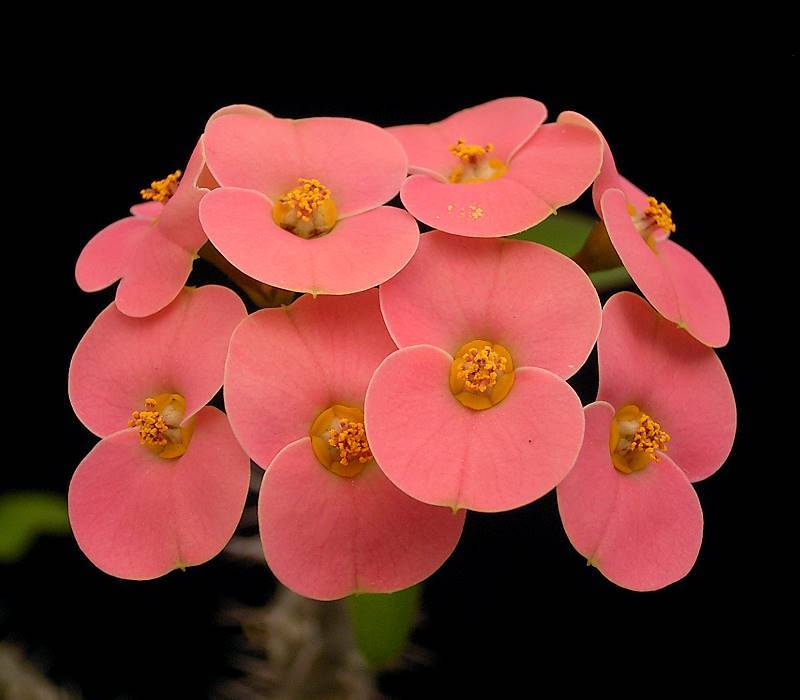
E. milii var. tenuispina
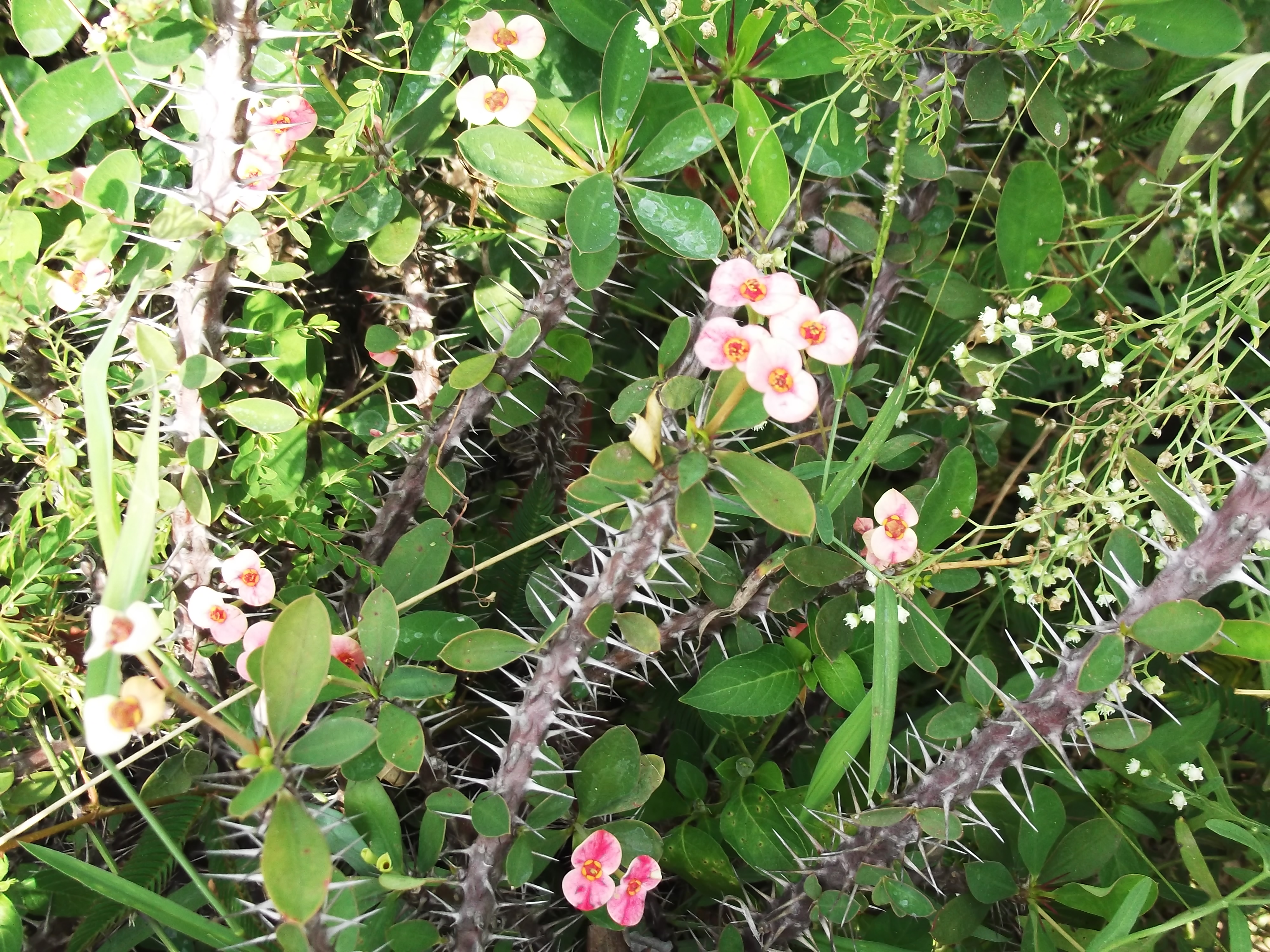
E. milii var. tenuispina

## Coltivazione
Per una buona crescita della pianta, la temperatura non dovrebbe scendere sotto i 10°.

## Usi
Nelle zone a clima temperato viene usata come pianta ornamentale da interni.